# (50) Virginie
(50) Virginie, internationalement (50) Virginia, est un grand astéroïde, très sombre, de la ceinture principale d'astéroïdes. Il a été découvert par l'astronome américain James Ferguson le 1er octobre 1857 à l'observatoire naval des États-Unis à Washington D.C., l'astronome allemand Robert Luther le découvrit indépendamment le 19 octobre 1857 à partir de l'observatoire de Düsseldorf, et sa découverte fut annoncée en premier.
La raison pour laquelle le nom fut Virginie n'est pas connu avec certitudes ; il peut être nommé d'après Virginie, héroïne de la période archaïque de la République romaine, ou celui de l'État américain de Virginie.
Les observations photométriques de cet astéroïde à l'observatoire d'Organ Mesa à Las Cruces, au Nouveau-Mexique en 2008 ont donné une courbe de lumière d'une période de 14,315 ± 0,001 heures et une variation de luminosité de 0,19 ± 0,02 d'amplitude. La forme de la courbe de lumière au maximum est sujette à évolution en fonction de l'angle de phase.
L'orbite de (50) Virginie le place dans une résonance de moyen mouvement de 11:4 avec la planète Jupiter. La durée de Liapounov calculée pour cet astéroïde est de seulement 10 000 années, indiquant qu'il occupe une orbite chaotique qui changera de façon aléatoire au fil du temps en raison des perturbations gravitationnelles des planètes.
Virginie a été étudié par radar.